# Trent (Dacota do Sul)
Trent é uma cidade  localizada no estado norte-americano de Dakota do Sul, no Condado de Moody.

## Demografia
Segundo o censo norte-americano de 2000, a sua população era de 254 habitantes.
Em 2006, foi estimada uma população de 248, um decréscimo de 6 (-2.4%).

## Geografia
De acordo com o United States Census Bureau tem uma área de
2,6 km², dos quais 2,6 km² cobertos por terra e 0,0 km² cobertos por água. Trent localiza-se a aproximadamente 463 m acima do nível do mar.

## Localidades na vizinhança
O diagrama seguinte representa as localidades num raio de 20 km ao redor de Trent.